# Dolly Gray
Dolly Gray, también conocido como Jack «Dolly» Gray, fue un jugador de fútbol americano desconocido que jugó para los St. Louis All-Stars y los Green Bay Packers durante la temporada 1923 de la National Football League (NFL). Jugó bajo un alias, afirmando ser un All-American de la Universidad de Princeton en 1922; el único jugador conocido con el apellido «Gray» que recibió el reconocimiento All-American por consenso en Princeton en 1922 fue Howdy Gray, quien también fue ala defensiva.
El impostor primero engañó a Ollie Kraehe, dueño y jugador-entrenador de los All-Stars. Sin embargo, tras varios partidos con un rendimiento deficiente, Kraehe se dio cuenta de su error. En lugar de liberar a «Gray», lo intercambió con los Packers por dinero en efectivo. «Gray» solo jugó un partido con los Packers y luego desapareció. Unas semanas después, el entrenador de los Packers, Curly Lambeau, confrontó a Kraehe tras un partido contra los All-Stars al respecto; Kraehe admitió el engaño, pero dijo que solo fue una broma. Se desconoce la identidad del impostor.

## Antecedentes
Howard Kramer «Howdy» Gray jugó como ala defensiva para el equipo de fútbol americano Princeton Tigers de 1922, que tuvo un récord de 8-0 y se proclamó campeón nacional ese año. Fue el único jugador conocido con el apellido «Gray» en recibir el reconocimiento All-American por consenso en Princeton en 1922; también formó parte del Equipo All-America de Fútbol Americano Universitario de 1922. El 29 de septiembre de 1923, el Green Bay Press-Gazette informó que «Howard 'Dolly' Gray, ala izquierda titular del equipo universitario de Princeton la temporada pasada, es la última incorporación» a los St. Louis All-Stars, un equipo de la National Football League (NFL) de reciente formación propiedad de Ollie Kraehe.

## Carrera profesional

### St. Louis All-Stars
Las fuentes difieren en cuanto al número de partidos que jugó «Gray» con los St. Louis All-Stars, pero lo que está claro es que participó en un partido contra los Green Bay Packers el 7 de octubre de 1923. El Press-Gazette señaló que «Gray» era un All-American, titular en la posición de extremo con los St. Louis All-Stars y tuvo un buen desempeño. Un periódico de San Luis señaló que «Jack Gray» se lesionó el hombro durante el partido. «Gray» fue mencionado en varios resúmenes de partidos en periódicos locales durante el resto del mes, probablemente jugando su último partido con los St. Louis All-Stars el 21 de octubre. Kraehe al menos había presenciado el pobre rendimiento de «Gray» y comprendía que no era probable que quien jugaba para él fuera un jugador de fútbol americano universitario All-American. Vendió a «Gray» a los Packers, a sabiendas de que estaba engañando al entrenador principal Curly Lambeau para que cediera al que parecía ser uno de sus mejores jugadores. El propósito de Kraehe al vender «Gray» era recuperar fondos para ayudar a mantener la viabilidad financiera de su equipo.

### Green Bay Packers

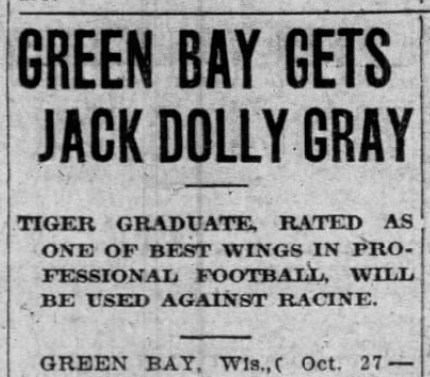
Un recorte de periódico de octubre de 1923 que destaca la firma de «Jack Dolly Gray» por los Packers.

Con la prensa local destacando la actuación de «Gray», parecía que los Packers habían recibido a un jugador de fútbol americano All-American. La prensa local de Wisconsin destacó la velocidad de «Gray» y lo calificó como «uno de los mejores alas que jamás vistió el naranja y negro» (los colores de Princeton). Gray jugó oficialmente un partido con los Packers, una derrota por 24-3 ante la Racine Legion el 28 de octubre. Gray fue mencionado en la cobertura previa al partido como la nueva incorporación al equipo de los Packers y en la cobertura posterior se mencionó que recuperó un fumble. Unas semanas después, los Packers volvieron a enfrentarse a los All-Stars, ganando 3-0. Después del partido, Curly Lambeau confrontó a Kraehe y le preguntó sobre «Gray». Lambeau declaró que «Gray» jugó mal y luego desapareció tras subir al tren para el partido del equipo contra los St. Louis All-Stars. Kraehe admitió la artimaña, afirmando que fue una broma y que siempre tuvo la intención de devolver el dinero que los Packers gastaron en la compra de «Gray». El St. Louis All-Stars se disolvió al final de la temporada, mientras que la verdadera identidad del impostor permaneció desconocida.

## Identidad
El historiador de los Packers, Cliff Christl, señaló en un artículo de 2024 que es improbable que se descubra la verdadera identidad del impostor. Señaló algunos desafíos: la canción «Goodbye, Dolly Gray» era un cántico de batalla común durante la guerra hispano-estadounidense de 1898, y el nombre «Dolly Gray» era extremadamente común, tanto para hombres como para mujeres. Además, varios periódicos utilizaron tres nombres distintos, todos con el apellido «Gray», para referirse a un ala defensiva de Princeton que jugó en 1922. Además de que el impostor simplemente engañó a todos, Christl también especuló que los All-Stars podrían haber utilizado el fichaje como un truco publicitario o que los primeros periodistas deportivos fueron «culpables de exageración» al asumir que «Gray» era el famoso ala defensiva de Princeton.